# Thomas Goodwin

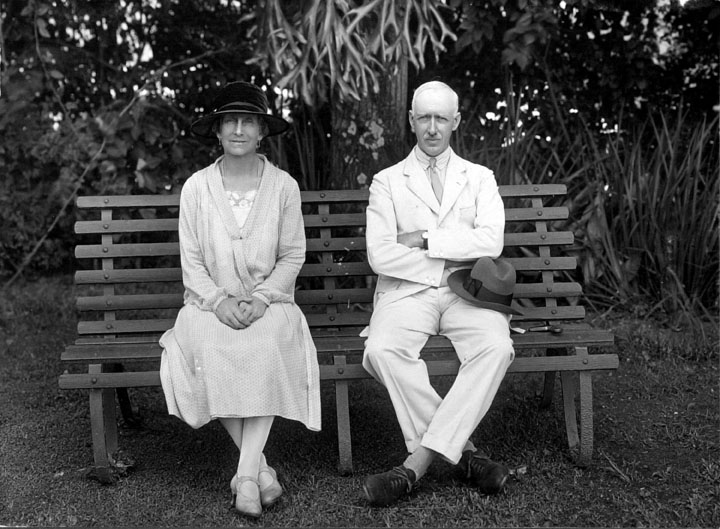
Sir Thomas Goodwin z małżonką (1928)

Thomas Herbert John Chapman Goodwin (ur. 24 maja 1871 w Kandy, zm. 29 września 1960 w Oksfordzie) – brytyjski lekarz wojskowy i działacz państwowy, generał, w latach 1927–1932 gubernator Queensland.

## Życiorys

### Pochodzenie i kariera wojskowa
Urodził się na Cejlonie, gdzie jego ojciec służył jako lekarz wojskowy. Jego matka pochodziła z Australii. Ukończył szkołę średnią w hrabstwie Devon, po czym podjął studia medyczne w Szpitalu św. Marii w Londynie, gdzie ukończył specjalizacje chirurgiczną i internistyczną. W 1893 wstąpił do Służby Medycznej British Army i uzyskał stopień oficerski porucznika. W latach 1896–1902 i ponownie w latach 1906–1911 służył w Indiach. W latach 1902–1906 pracował jako lekarz w szkole oficerskiej Royal Military Academy Sandhurst. W czasie I wojny światowej służył we Francji, a następnie był członkiem delegacji do Stanów Zjednoczonych, kierowanej przez Arthura Balfoura. W 1918 został dyrektorem generalnym służby zdrowia wojsk lądowych, a później otrzymał godność honorową lekarza królewskiego. W 1923 przeszedł na wojskową emeryturę w stopniu generała porucznika (trzygwiazdkowego generała).

### Gubernator Queensland
W 1927 trafił do ojczyzny swojej matki jako gubernator Queensland. Było to już wówczas stanowisko o znaczeniu głównie ceremonialnym. Jako lekarz szczególnie interesował się rozwojem medycyny w Queensland, a także badaniami nad chorobami tropikalnymi, występującymi tam ze względu na klimat stanu, zwłaszcza w jego północnej części. Jego kadencja dobiegła końca w kwietniu 1932 roku.

### Późniejsze życie i śmierć
Po powrocie do Anglii pozostawał na emeryturze, na której przeżył jeszcze 28 lat. Zmarł we wrześniu 1960, w wieku 89 lat.

## Odznaczenia
W 1915 otrzymał Krzyż Kawalerski Orderu św. Michała i św. Jerzego. W 1918 został Kawalerem Orderu Łaźni, zaś w 1919 został podniesiony do godności komandora tego orderu, co pozwoliło mu dopisywać przed nazwiskiem tytuł Sir. W 1932 został również komandorem Orderu św. Michała i św. Jerzego. Otrzymał również szereg krajowych i zagranicznych odznaczeń wojskowych, m.in. brytyjski Distinguished Service Order, belgijski Krzyż Wojenny oraz amerykański Medal Sił Lądowych za Wybitną Służbę.